# Orthosia johnstoni
Orthosia johnstoni là một loài bướm đêm trong họ Noctuidae.